# 阿萨特
阿萨特（法語：Assat，法語發音：[asat]）是法国大西洋比利牛斯省的一个市镇，位于该省东部，属于波城区。

## 地理
阿萨特（43°14'57"N, 0°18'1"W）面积9.47 平方千米，位于法国新阿基坦大区大西洋比利牛斯省，该省份为法国东南部省份，涵盖了贝阿恩与北巴斯克，西临大西洋比斯開灣，北至朗德省，东北接热尔省，东临上比利牛斯省，南与西班牙接壤。
与阿萨特接壤的市镇（或旧市镇、城区）包括：巴利罗斯、博尔德、莱村、梅永、纳尔卡斯泰特、乌斯。
阿萨特的时区为UTC+01:00、UTC+02:00（夏令时）。

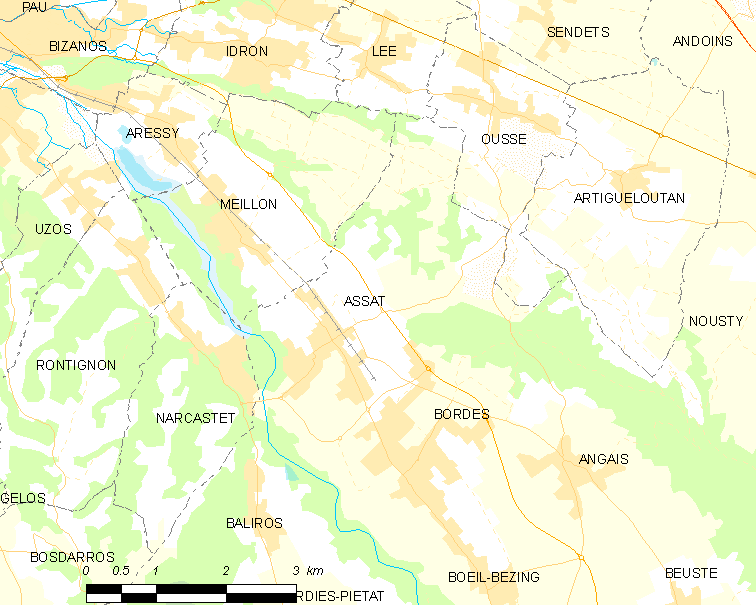
阿萨特的OSM定位图

## 行政
阿萨特的邮政编码为64510，INSEE市镇编码为64067。

## 政治
阿萨特所属的省级选区为乌佐姆河、激流与内兹河岸县。

## 人口

1962-2008年间阿萨特人口变化图示

阿萨特于2022年1月1日时的人口数量为2055人。